# Національний орден Кедра
Національний орден Кедра (фр. l'Ordre National du Cèdre, араб. وسام الأرز) — орден Лівану.

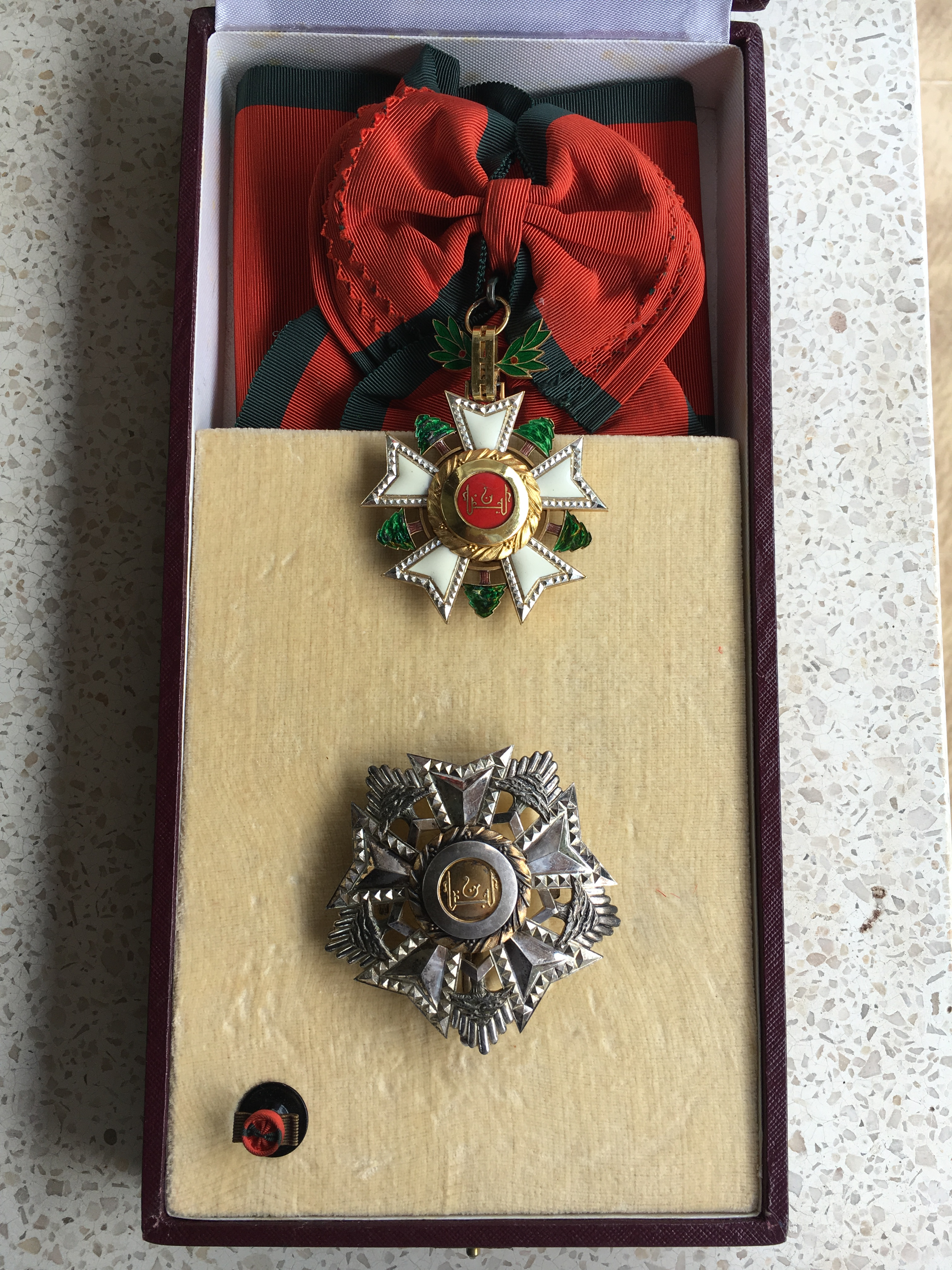
Кавалер Великої стрічки

## Історія
Установлений законом від 31 грудня 1936 року. З 12 червня 1959 року в Лівані діє законодавчий декрет № 122, що затвердив Нагородний кодекс, що визначає статут нагороди.

## Ступені
Орден ділиться на п'ять ступенів:
1. Кавалер Великої стрічки — знак ордена на черезплечній стрічці і золота зірка на лівій стороні грудей
2. Великий офіцер
3. Командор
4. Офіцер
5. Кавалер

| Стрічки                 |                |          |        |         |
| Кавалер Великий стрічки | Великий офіцер | Командор | Офіцер | Кавалер |

## Підстави нагородження
Орденом нагороджуються:
- за хоробрість
- за заслуги перед державою